# Petra Hampel
Petra Hampel  (* 1961 in Essen) ist eine deutsche Psychologin.

## Leben
Von 1980 bis 1986 studierte sie Psychologie an der mathematisch-naturwissenschaftlichen Fakultät der Universität Düsseldorf. Von 2004 bis 2009 war sie Stiftungsprofessorin für Rehabilitationspsychologie an der Universität Bremen. Von 2009 bis 2010 war sie W2-Professorin für Rehabilitation von Kindern und Jugendlichen; FB Soziale Arbeit und Gesundheit, FH Kiel. Seit 2010 ist sie W2-Professorin für Gesundheitspsychologie und Gesundheitsbildung mit dem Schwerpunkt Prävention und Gesundheitsförderung am Institut für Psychologie, Universität Flensburg.

## Schriften (Auswahl)
- Zum Einfluss von Belastung und Entspannung auf die psychophysische Regulation Hoch- und Niedrigängstlicher. Ein Beitrag zur Psychoneuroimmunologie. Frankfurt am Main 1994, ISBN 3-631-47077-0.
- mit Beate Mohr, Sabrina Korsch und Petra Hampel: Debora – Trainingsmanual Rückenschmerzkompetenz und Depressionsprävention. Mit 66 Abbildungen und Arbeitsblättern sowie umfangreichem Onlinematerial. Berlin 2017, ISBN 3-662-52738-3.
- mit Franz Petermann: Cool bleiben – Stress vermeiden. Das Anti-Stress-Training für Kinder. Mit Arbeitsmaterial. Weinheim 2017, ISBN 3-621-28385-4.
- mit Linus Wittmann und Gunter Groen: Gesund bleiben im Beruf: psychotherapeutische Interventionen bei Arbeitsbelastungen. Mit Online-Materialien. Tübingen 2019, ISBN 3-87159-372-9.